# Chevauchée
Eine Chevauchée (franz. für „Reiterzug“ oder auch „Reiterangriff“) war eine Form der mittelalterlichen Kriegsführung, bei der mit berittenen Einheiten ein mehrwöchiger Vorstoß ins Feindesland unternommen wurde, um das Territorium dort zu plündern und zu brandschatzen.

## Strategie und Taktik
Eine Chevauchée konnte eine ganze Reihe von wirtschaftlichen, politischen und militärischen Zielen miteinander verbinden, wobei deren konkrete Gewichtung von der jeweiligen Ausgangssituation abhängig war:
- Der Feind wird durch die Ausplünderung seines Territoriums wirtschaftlich geschwächt.
- Die durch die Plünderungen erlangten Werte können signifikant höher ausfallen als die aufzubringenden Ausgaben für die Chevauchée.
- Der Feind wird innenpolitisch geschwächt, da die mittelalterliche Legitimation von Herrschaft, nämlich der Schutz von Land und Leuten, offensichtlich nicht gewährleistet werden kann.
- Der Feind kann unter Umständen zu einer Feldschlacht gezwungen werden, obwohl er diese eigentlich vermeiden will.
- Eine Chevauchée ist günstiger und schneller zu organisieren als ein mehrmonatiger Feldzug, da nicht so viele Männer und Investitionen benötigt werden.

Neben diesen übergeordneten Zielen zeichnete sich eine Chevauchée durch eine Reihe von konkreten Vorhaben und Handlungen bei ihrer Durchführung aus:
- Die Dörfer des Feindes werden geplündert und gebrandschatzt, um Beute zu erlangen.
- Die Felder und Plantagen des Feindes werden niedergebrannt, um die Nahrungsmittelversorgung des Feindes zu stören.
- Feindliche Würdenträger und Edle sollen als Geiseln genommen werden, um Lösegeld und ein politisches Druckmittel zu erlangen.
- Befestigte und stark verteidigte Stellungen des Feindes werden umgangen.

Zumeist führten Chevauchées zu großen Fluchtwellen in ganzen Regionen, bei denen auch die Bewohner von nicht überfallenen Dörfern in die Sicherheit der umgebenden befestigten Burgen und Städte flohen.

## Geschichte der Chevauchée
Die früheste regelmäßige Anwendung der Chevauchée erfolgte während der Reconquista auf der iberischen Halbinsel. Da die sich über etwa sechshundert Jahre erstreckende, nahezu dauerhafte Auseinandersetzung zwischen den verschiedenen christlichen und muslimischen Herrschaften nicht permanent mit großen stehenden Heeren ausgetragen werden konnte, wurde die Chevauchée eine häufig praktizierte Taktik.
Ihre Hochphase erlebte die Taktik der Chevauchée aber erst im Hundertjährigen Krieg. Dort wurde sie von beiden Seiten, insbesondere aber von den Engländern in größerem Maßstab und systematischer als je zuvor eingesetzt. Die Engländer nutzten Chevauchées häufig, um auch ohne größere eigene Truppenverbände den Gegner unter Druck zu setzen. Zumeist wurden diese Chevauchées von kleineren Gruppen Berittener (einige Hundert) – seltener von mehreren Tausend – ausgeführt. Nachdem sie zuvor bereits erfolgreich im zweiten Schottischen Unabhängigkeitskrieg gegen Edward III. genutzt worden waren, wurden sie in den 1340er und 50er Jahren charakteristisch für die englische Strategie der Kriegsführung in Frankreich. Aber auch die Franzosen machten Gebrauch von Chevauchées, wobei diese zumeist kleiner ausfielen und vor allem das Ziel verfolgten, die englische Herrschaft in den besetzten Gebieten zu untergraben und wichtige englische Persönlichkeiten als Geisel zu nehmen. Nach dem Historiker Kelly DeVries erlangte die Chevauchée im Hundertjährigen Krieg als Taktik vor allem nach den ersten Pestwellen zunehmende Wichtigkeit. Aufgrund der großen Zahl von Seuchenopfern wurde es schwieriger, genügend Soldaten für ein größeres Heer anzumustern. Neben den herrschaftlichen Armeen waren auch einige Freie Kompanien für den Einsatz dieser Taktik bekannt.
Um die Wende zum 15. Jahrhundert rückte die Chevauchée als Taktik zunehmend in den Hintergrund. Mit der voranschreitenden Konzentration von Reichtümern in den Städten und den aufkommenden Feuerwaffen rückte die Belagerung und Eroberung von Städten mehr und mehr in den Fokus der Kriegsführung. Zudem kontrollierten die Engländer zu diesem Zeitpunkt viele große französische Städte (darunter Caen, Falaise, Cherbourg und Rouen) und politisch rückte für sie die tatsächliche Eroberung von weiteren Territorien in Südfrankreich in den Vordergrund.

### Bekannte Chevauchées
- 1347 nach dem Fall von Calais ließ Edward III. zwei größere Chevauchées auf französisches Territorium unternehmen. Die eine wurde vom Schwarzen Prinzen ins Artois geführt, die zweite führte Henry of Grosmont durch Nord-Pas-de-Calais und gipfelte schließlich in der Schlacht von Saint-Omer.
- 1355 führte der Schwarze Prinz eine Chevauchée von Bordeaux aus bis zur französischen Mittelmeerküste. Das Ziel sollte die Eroberung von Toulouse sein, was aber aufgrund der starken Verteidigungsanlagen dort fallen gelassen werden musste. Nichtsdestoweniger richten die Engländer große Schäden an und der Graf von Armagnac verlor aufgrund seiner Unfähigkeit bei seiner Verteidigung der Region viel politisches Ansehen.
- 1356 bereits führte der Schwarze Prinz eine weitere Chevauchée in französisches Gebiet, die schließlich die Franzosen zu einer Reaktion provozierte und in der Schlacht bei Maupertuis gipfelte, bei der der französische König Jean II. in Gefangenschaft geriet.
- Während der 1370er führten Robert Knolles und John of Gaunt mehrere größere Chevauchées in französisches Gebiet, wobei aber keine wichtigen Erfolge errungen wurden.
- 1380 führte Thomas of Woodstock einen Feldzug zur Unterstützung von Johann V., Herzog der Bretagne. Da sich die Franzosen ihm nicht zum Kampf stellten, führte er stattdessen eine Chevauchée bis Nantes. Bevor die Stadt eingenommen werden konnte, zahlte Charles VI. 50.000 Ecú an Woodstock für den Rückzug seiner Truppen.

## Populärkultur
Bei dem von Skirmisher Publishing LLC entwickelte Brettspiel Chevauchée ist es Aufgabe des Spielers einen erfolgreichen Raubzug durch feindliches Territorium zu absolvieren.